# 毛鴻顯
毛鸿显（？—538年），一字七宝，北魏、西魏北地郡三原县（今陕西省三原县）人。
毛鸿显是毛遐乳母的儿子。被毛遐养为弟弟，于是姓毛氏。毛鸿显劲悍多力，后随诸兄战斗，多冲锋陷阵。官至散骑常侍，封县侯。西魏文帝大统四年（537年）以战功为广州刺史，与骆超镇守鲁阳，后城陷于东魏，毛鸿显被东魏军擒杀。其子毛野叉。